# Marcel Lods
Marcel Gabriel Lods (Parigi, 16 agosto 1891 – Parigi, 9 settembre 1978) è stato un architetto e urbanista francese.

## Biografia

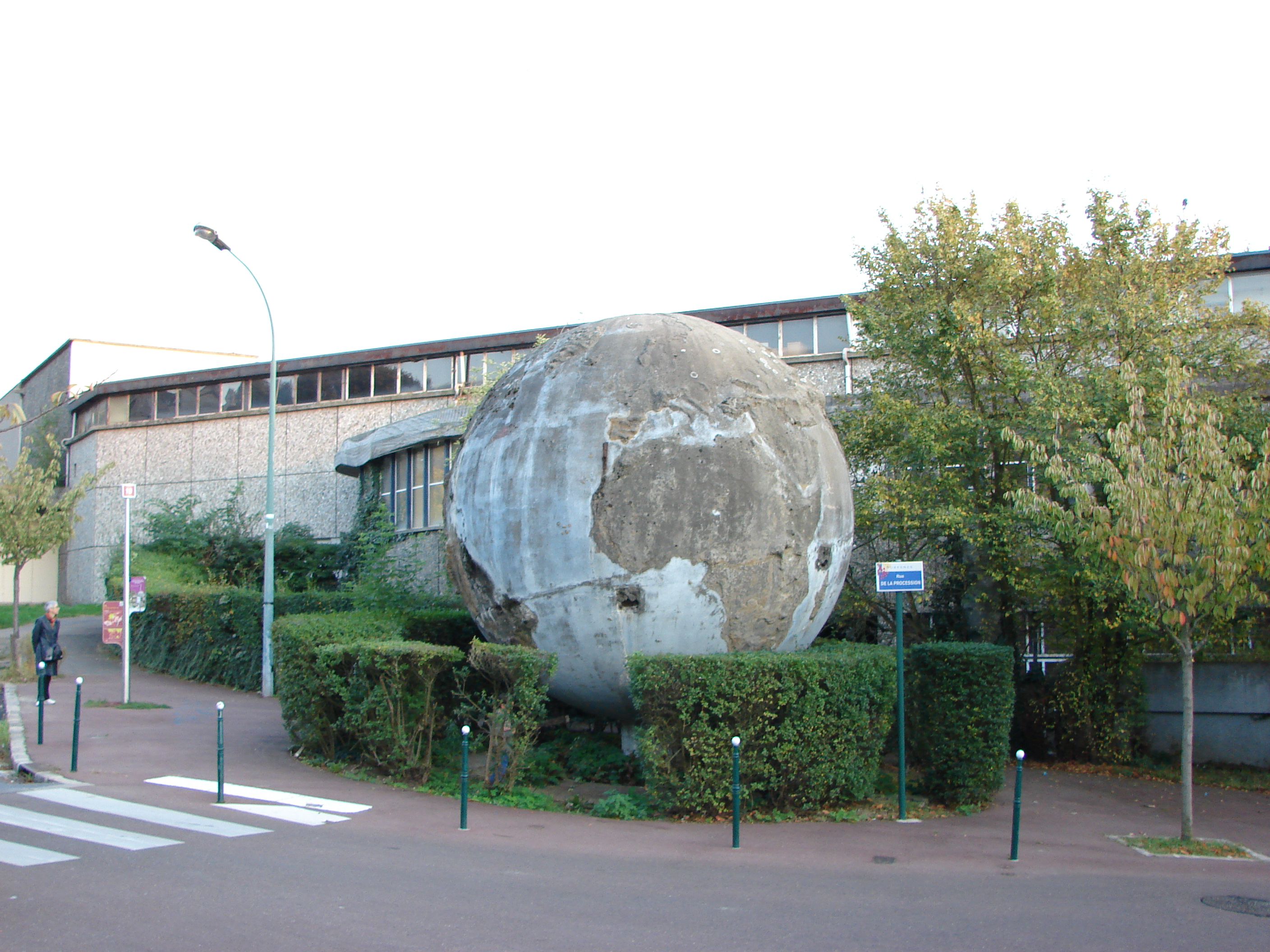
Scuola di Suresnes

Personalità tra le più attive della cultura francese del XX secolo, aderente al razionalismo, che nel corso della lunga carriera lo ha portato a varie esperienze, innovazioni di grande importanza, ricerche e sperimentazioni dei processi di prefabbricazione, assieme al collega Eugène Beaudoin, progettando intorno al 1930 alcune delle opere più rigorose dell'architettura funzionalista francese.
Già dal 1915 Lods si mise in evidenza per la progettazione di quartieri per uffici pubblici, grazie a pregevoli studi urbanistici e sociali.
Negli anni trenta Lods si distinse per la 'Cité du Champ des Oiseaux' a Bagneux (1931-1932) e la 'Cité de La Muette' a Drancy (1932-1935),edifici ripetibili modularmente, formati da case a quattro piani e da cinque torri a sedici, in telai in ferro e pannelli prefabbricati.
Nel 1937 Lods ultimò assieme a Jean Prouvé un complesso a Clichy, e nel 1945 progettò con Le Corbusier i piani di ricostruzione di Saint-Gaudens, anche se non realizzati.
Dopo la fine della seconda guerra mondiale, Lods, non condivise la iniziative del governo, criticando la mancata opportunità della ricostruzione per sviluppare una vera e propria politica di sviluppo regionale, ispirata a Le Corbusier.
Negli anni successivi, importante risultò la progettazione, assieme a J. Honegger e Beufé, del complesso di 'Marly-Les-Grandes-Terres' alla periferia di Parigi (1958-1960), basato su spazi verdi attrezzati circondati da case, attorno ad un unico centro adibito al tempo libero; l'integrazione dei servizi e gli spazi verdi, lo fanno considerare un quartiere modello.
Tra le altre sue opere, si possono menzionare, in collaborazione con altri, il palazzo per le Esposizioni (1933), la scuola di Suresnes (1935), il quartiere della Grande Mare a Rouen (1960), il piano di Paris Parallèle (1960), la facoltà di scienze di Mulhouse (1962-1963) e il complesso dello ZUP (Zones à urbaniser par priorité, 1964-1965).
Lods fu membro del Congresso internazionale di architettura moderna, collaborando alla stesura della Carta di Atene.

Tra le sue frasi più significative si può menzionare:
(Marcel Lods)

## Opere principali
- 1931-1935 Cité du Champ des Oiseaux a Bagneux (Hauts-de-Seine) : 848 appartamenti distribuiti in piccoli edifici. Primo set di alloggi prefabbricati francesi;
- 1931-1934 Cité de la Muette à Drancy (Senna-Saint-Denis) in collaborazione con Eugène Beaudouin, Vladimir Bodiansky (ingegnere) e Jean Prouvé: considerato il primo grande complesso della Francia. Composto da 10 barre di 4 piani, 5 torri di 16 piani (distrutte) e un edificio di 4 piani a forma di U, che ha ospitato il campo di internamento;
- 1934-1935 Scuola de plein air de Suresnes in collaborazione con Eugène Beaudouin;
- 1936-1939 Casa du Peuple de Clichy in collaborazione con Eugène Beaudouin, Jean Prouvé e Vladimir Bodiansky: primo esempio di facciate continue pannelli prefabbricati;
- 1937 Club-house dit club Roland Garros de l'aérodrome di Buc in Yvelines, smantellata nel 1940 dai tedeschi;
- 1948-1955 ricostruzione Sotteville-lès-Rouen e la città di Elbeuf in Senna Marittima;
- 1950-1953 villaggio del Quartier Generale Supremo delle Forze Alleate in Europa in Fontainebleau: 300 abitazioni, secondo il processo di prefabbricazione Camus per Personale della sede della NATO;
- 1951 Chiesa Sainte-Croix di Sochaux;
- 1954 Complesso du Château blanc (3000 unità) a Saint-Étienne-du-Rouvray (Senna Marittima).
- 1954-1955 Sede territoriale di Associazione Emmaus a Charenton-le-Pont;
- 1954-1955 Scuola comunale René-Caillé a Pont-l'Abbé-d'Arnoult;
- 1956 Chiesa Sainte-Jeanne-d'Arc de la Pépinière a Belfort;
- 1957-1959 Complesso Les grandes terres (1500 unità) a Marly-le-Roi (Yvelines);
- 1958-1966 Architetto capo de la ZUP a Fontenay-sous-Bois (Valle della Marna): in collaborazione con Paul Depondt e H. Beauclair, 8 strutture di 18 piani con piastrelle e il centro commerciale (928 unità);
- 1959-1962 Cité Salengro ou Gaston Roulaud a Drancy (803 unità): 2 edifici di 8 piani, uno su 10 piani, uno di 12 piani e 1 torre costruita in collaborazione André Malizard per OPHLM Drancy. Il set comprende anche un centro giovanile, un vivaio e negozi;
- 1959-1969 Complesso di Beauval, a Meaux (8300 unità): al posto di un progetto "città radiosa", abortito da Le Corbusier;
- 1966 Complesso de la Zone verte Sotteville-lès-Rouen.
- 1966 Casa Commelin a Serbonnes in Yonne: casa costruita per l'ingegnere Jean Commelin;
- 1967-1970 Cité Paul Éluard a Drancy: 2 bar 2 bar e una torre di 15 piani;
- 1968-1970 Quartiere della Grande Mare a Rouen, oggi praticamente distrutto;
- 1970 Casa des sciences de l'homme a Parigi;
- 1970-1974 Residence La Perralière a Villeurbanne (Rodano (dipartimento)), ora è un residence per studenti;
- 1974 Casa «La Mare» a Sérigny (Orne): villa privata di Marcel Lods, concentrato di tecniche di produzione utilizzate dall'architetto.